# Bright (film)
Bright is een Amerikaanse fantasy-misdaadfilm uit 2017 onder regie van David Ayer. De film werd op 22 december 2017 wereldwijd uitgebracht door Netflix. Het was een van de meest gestreamde programma's ooit, maar werd ook negatief beoordeeld door critici.

## Verhaal
In een alternatieve wereld leeft de mensheid niet van harte samen met mythische wezens, waaronder elven, orks en dwergen. De mens Daryl en de ork Nick werken beiden bij de Los Angeles Police Department. Ze zijn onvrijwillig op elkaar aangewezen en surveilleren door de straten van Los Angeles. Tijdens een observatie moeten de twee agenten een jonge elf genaamd Tikka met een levensgevaarlijke toverstaf uit handen houden van de corrupte politie.

## Rolverdeling
| Acteur             | Personage   |
| ------------------ | ----------- |
| Will Smith         | Daryl Ward  |
| Joel Edgerton      | Nick Jakoby |
| Noomi Rapace       | Leilah      |
| Lucy Fry           | Tikka       |
| Édgar Ramírez      | Kandomere   |
| Ike Barinholtz     | Pollard     |
| Happy Anderson     | Montehugh   |
| Dawn Olivieri      | Sherri Ward |
| Matt Gerald        | Hicks       |
| Margaret Cho       | Ching       |
| Brad William Henke | Dorghu      |
| Jay Hernandez      | Rodriguez   |
| Veronica Ngo       | Tien        |